# Rangatira
La Rangatira era una nave traghetto. Costruita nel 1972 per prestare servizio in Nuova Zelanda, tra il 1982 ed il 1983 fu utilizzata come nave appoggio in seguito alla Guerra delle Falkland. In seguito passò di mano ad armatori greci e italiani, prendendo i nomi di Queen M e Carlo R.. Fu demolita nel 2005 con il nome di Alexander the Great.
È stata l'ultima nave passeggeri esistente al mondo dotata di motori elettrici accoppiati con turbine a vapore.

## Caratteristiche
Costruita appositamente per il servizio tra Lyttelton e Wellington, la Rangatira era dotata di un sistema di propulsione turbo-elettrico, composto da due turbine a vapore accoppiate con due motori elettrici e due eliche. Questo impianto, benché permettesse una migliore manovrabilità (favorita anche dalle tre eliche trasversali di prua delle quali la nave era dotata) ed evitasse l'installazione di un costoso ed ingombrante riduttore, necessario nel caso di trasmissione meccanica tra le turbine a vapore e l'elica, causava consumi più elevati rispetto alla soluzione classica.
La Rangatira fu probabilmente l'ultima nave passeggeri esistente caratterizzata da questa soluzione. Le unità da crociera costruite in seguito e caratterizzate da una propulsione turbo-elettrica, come la Queen Mary 2, sono infatti dotate di turbine a gas.
Originariamente la nave poteva trasportare 768 passeggeri e 200 autovetture con un equipaggio di 123 persone.

## Servizio

### Nuova Zelanda (1972 - 1976)
La nave fu costruita dai cantieri Swan Hunter Shipbuilders Ltd. di Newcastle per ordine della neozelandese Union Steam Ship Company, che necessitava di un nuovo traghetto passeggeri per la linea Lyttelton - Wellington dopo l'affondamento della Wahine nel 1968. La nuova unità fu varata nel giugno 1971 con il nome di Rangatira, venne consegnata ai proprietari a gennaio 1972 e arrivò a Wellington il 18 marzo, entrando in servizio dieci giorni più tardi. A settembre la nave dovette essere fermata per dei problemi alla turbina di sinistra, tornando in servizio il mese successivo.
Il 19 giugno 1973, durante le operazioni di ormeggio a Lyttelton, il traghetto urtò il fondale, riportando danni al timone e all'elica di sinistra che lo tennero fuori servizio fino al 2 luglio. Il 30 ottobre dello stesso anno, mentre era in viaggio da Lyttelton a Wellington, la nave riportò dei danni al cuscinetto reggispinta e a un rotore della turbina di dritta, venendo rimessa in servizio il 2 novembre.
Dotata di un sistema di propulsione turbo-elettrico, la Rangatira si rivelò ben presto anti-economica, anche per via della riduzione del flusso di passeggeri sulla rotta che serviva, dovuto sia all'introduzione di un collegamento con traghetti ferroviari tra Picton e Wellington da parte della compagnia ferroviaria statale nel 1962, sia alla crescita e alla progressiva riduzione di costi del traffico aereo. Nel luglio 1974 il governo neozelandese si fece carico delle perdite, quantificate in 4 milioni di Dollari neozelandesi l'anno e ormai insostenibili per la Union Steam Ship Company, noleggiando la Rangatira per sei mesi e poi per altri dodici. A febbraio 1976 il governo rinnovò nuovamente il noleggio in forma temporanea in attesa di trovare un'alternativa più economica.
La nave partì per l'ultimo viaggio da Lyttelton il 14 settembre, arrivando a Wellington il giorno successivo e iniziando i preparativi per essere trasferita in Europa, dove sarebbe stata posta in disarmo in attesa di un compratore. Il trasferimento era stato deciso per facilitare la vendita della nave. Nei quattro anni di servizio in Nuova Zelanda la Rangatira aveva completato 2.096 viaggi tra Lyttelton e Wellington, trasportando 832.260 passeggeri e 139.656 veicoli, con una media di appena 397 passeggeri per viaggio. La nave partì da Wellington il 17 settembre, arrivando a Falmouth un mese più tardi.

### Nave appoggio (1976 - 1986)
Posta in disarmo in attesa di un compratore, nel 1977 la Rangatira fu noleggiata ad una compagnia norvegese per essere utilizzata come nave-albergo per i lavoratori del cantiere navale di Loch Kishorn in Scozia, specializzato nella costruzione di piattaforme petrolifere. Terminato questo impiego, nel 1978 fu nuovamente noleggiata per quattro anni per essere impiegata come alloggio per i lavoratori a Sollum Voe nelle Isole Shetland, dove si stava costruendo un sito di smistamento del petrolio estratto nel Mare del Nord. La Rangatira fu sottoposta a lavori di ristrutturazione degli interni per rendere il soggiorno a bordo più confortevole, arrivando a Sollum Voe il 2 ottobre 1978.
Con il termine dei lavori e l'apertura ufficiale del terminal il 9 maggio 1981, la nave fu posta nuovamente in disarmo in attesa di un nuovo impiego. Dopo il fallimento di una trattativa con la compagnia petrolifera statale Pemex Oil per l'utilizzo della Rangatira come alloggio galleggiante non andò a buon fine, fu presa in considerazione l'idea di tornare a utilizzare il traghetto sulla linea originaria, dopo averne aumentato le capacità di carico merci e aver installato delle poltrone da aereo in luogo delle cabine. In seguito furono avviate trattative con la Blue Star Line, che intendeva utilizzare la nave su una rotta che da Londra andava a Città del Capo con scali a Sant'Elena e Ascensione. Quest'ultimo progetto prevedeva dei radicali lavori di trasformazione, durante i quali le turbine a vapore avrebbero dovuto essere sostituite da motori Diesel e le zone passeggeri sarebbero state completamente ristrutturate.
Tuttavia, nessuna di queste ipotesi si avverò e la Rangatira rimase in disarmo fino allo scoppio della guerra delle Falkland, quando fu sottoposta ad un'ispezione del Ministero della Difesa britannico in vista di un possibile impiego come nave ospedale. Fu invece poi deciso di impiegare il traghetto come nave appoggio e trasporto truppe. La Rangatira fu quindi sottoposta a lavori di ristrutturazione per adeguarla allo scopo, che comportarono l'aumento del numero di posti letto a bordo (portati a 1.200) e l'installazione di una piattaforma per l'atterraggio di elicotteri a prua, oltre che dei macchinari necessari a permettere le operazioni di rifornimento in mare e l'installazione nel garage inferiore di 14 container refrigerati che contenessero provviste per sei mesi per i 1.200 uomini imbarcati. Partita da Southampton il 19 giugno 1982, arrivò a Port Stanley l'11 luglio, rimanendovi fino al 26 settembre 1983. Tornata in Gran Bretagna il 18 ottobre, la Rangatira fu sottoposta a dei lavori di ristrutturazione, prima ai cantieri HMNB Devonport, dove furono rimosse le attrezzature originarie, e successivamente agli Harland & Wolff di Belfast, dove furono risistemati gli interni. Terminati i lavori, il 30 marzo 1984 fu nuovamente posta in disarmo a Falmouth in attesa di un compratore.

### Servizio nel Mediterraneo (1986 - 1995)
Nel 1986 fu acquistata dalla compagnia di navigazione greca Marlines. Rinominata Queen M, entrò in servizio nella stagione estiva 1987 su una lunga linea che da Ancona portava in Turchia passando per Patrasso ed Heraklion. Continuò a essere impiegata stagionalmente su questa rotta fino al 1989, quando fu venduta insieme alla compagna di flotta Princess M alla compagnia italiana Alimar, di proprietà dei Cantieri Navali Rodriquez.
Rinominata Carlo R, la nave fu noleggiata per tre anni (dal 1990 al 1992) alla tunisina CoTuNav, che la utilizzò nei collegamenti tra Tunisi e Genova o Marsiglia nella stagione estiva. Nel 1993 fu impiegata dalla Alimar per un collegamento tra Livorno, Trapani e Tunisi, mentre nel 1994 fu noleggiata alla greca Horizon Sea Lines, che la utilizzò per un collegamento stagionale tra Ancona, Patrasso e la Turchia. Furono gli ultimi anni di servizio per il traghetto: dopo un breve noleggio da parte della Egnatia Ferries tra giugno e agosto 1995, durante il quale la nave fu utilizzata su una rotta tra Ancona e la Turchia con scali a Patrasso ed Heraklion, la Carlo R fu posta in disarmo a Napoli in seguito a difficoltà economiche dei proprietari.

### Disarmo e fine (1995 - 2005)
Posta sotto sequestro in seguito al fallimento della società proprietaria e messa in vendita all'asta dal tribunale di Napoli, la nave rimase ferma nel porto di Napoli fino al 2001, quando fu acquistata dalla Oberon Cruises e rimorchiata in Montenegro con il progetto di trasformarla in una nave da crociera. Rinominata Alexander the Great, la nave fu effettivamente sottoposta ad alcuni lavori di ristrutturazione, che però furono presto bloccati da difficoltà economiche. Nel novembre 2004 il traghetto fu venduto per la demolizione nel cantiere di Aliağa, dove arrivò nel gennaio 2005.

## Origine del nome
Il nome originale, Rangatira, già precedentemente assegnato a un altro traghetto della Union Steam Ship Company of New Zealand, è una parola Maori che indica un capo.